# فرانچسکو مانچینی (بازیکن فوتبال، زاده ۱۹۹۰)
فرانچسکو مانچینی (انگلیسی: Francesco Mancini؛ زادهٔ ۲۱ ژوئن ۱۹۹۰) بازیکن فوتبال اهل ایتالیا است.
از باشگاه‌هایی که در آن بازی کرده‌است می‌توان به باشگاه فوتبال آ. ث. لومتزانه، باشگاه ورزشی لاتزیو، و باشگاه فوتبال وارزه اشاره کرد.